# Wira Bryndsej
Wira Bryndsej, auch Wera Bryndsei (ukrainisch Віра Володимирівна Бриндзей, russisch Вера Владимировна Брындзей, Wera Wladimirowna Bryndsei; * 25. Januar 1952 in Stanislaw), ist eine ehemalige sowjetische Eisschnellläuferin ukrainischer Herkunft. Sie wurde 1977 Weltmeisterin im Mehrkampf.
Bryndsej verbrachte ihre Jugend in ihrer westukrainischen Heimatstadt Stanislaw (1962 umbenannt in Iwano-Frankiwsk) und zog später nach Kiew, wo sie ab 1969 bei der Sportorganisation Dynamo trainierte. Ihre erste Medaille bei UdSSR-Meisterschaften gewann sie 1975 in Medeo im Sprint-Vierkampf hinter Tatjana Awerina. Im folgenden Jahr belegte sie in Gjøvik bei ihrem Weltmeisterschaftsdebüt als 16. einen Platz im Mittelfeld. 1977 führte Bryndsej bei der Mehrkampf-WM in Keystone einen sowjetischen Dreifachsieg vor Galina Stepanskaja und Galina Nikitina an und holte ihren einzigen Weltmeistertitel. Auf den beiden kürzesten Distanzen 500 m und 1000 m lief sie jeweils die schnellste Zeit. Als eine Erklärung für die Überlegenheit der sowjetischen Athletinnen – die zuvor mehrere Jahre ohne WM-Titel geblieben waren – nannten niederländische Beobachter deren frühzeitige Anreise nach Colorado. Damit hätten sich die Sportlerinnen aus der Sowjetunion besonders gut an die in fast 3000 Meter Höhe gelegene Bahn anpassen können. Bei der Sprintweltmeisterschaft Ende Februar 1977 in Alkmaar stürzte Bryndsej im ersten 500-Meter-Rennen und fiel im Gesamtklassement weit zurück. Hinter Galina Stepanskaja wurde sie im gleichen Jahr Zweite bei der sowjetischen Mehrkampfmeisterschaft, 1978 gewann sie eine zusätzliche nationale Mehrkampf-Bronzemedaille. 
Auf internationaler Ebene griff Bryndsej nach ihrem WM-Sieg 1977 nicht mehr in die Medaillenvergabe ein: Bei der Titelverteidigung in Helsinki platzierte sie sich als Vierzehnte hinter ihren Teamkolleginnen, ihren einzigen olympischen Einsatz bei den Winterspielen 1980 über 1500 Meter schloss sie als Achtzehnte ab. 1981 beendete Bryndsej ihre sportliche Laufbahn.

## Persönliche Bestzeiten
Ihre persönlichen Karrierebestzeiten lief Bryndsej zwischen 1976 und 1979 größtenteils auf der Bahn in Medeo.
| Distanz | Zeit        | Datum             | Ort      |
| ------- | ----------- | ----------------- | -------- |
| 500 m   | 41,70 s     | 12. Februar 1977  | Keystone |
| 1000 m  | 1:23,72 min | 25. Dezember 1976 | Medeo    |
| 1500 m  | 2:10,93 min | 26. März 1977     | Medeo    |
| 3000 m  | 4:41,78 min | 25. Dezember 1979 | Medeo    |
| 5000 m  | 8:15,41 min | 7. April 1976     | Medeo    |